# Percrocuta
Genre
Percrocuta est un genre fossile de carnivores féliformes appartenant à la famille des Percrocutidae, ayant vécu au Miocène et au Pliocène en Europe, en Asie et en Afrique.

## Historique
Le genre Percrocuta a été créé en 1938 par Miklós Kretzoi. Plusieurs espèces ont ensuite été décrites et rattachées au genre.
P. abessalomi n'est connu que par un crâne, deux mandibules et deux dents. Ces fossiles ont tous été recueillis dans la région de Belomechetskaja, en Géorgie, et datent de la zone MN 6 de la zonation des Mammifères du Néogène, ce qui correspond à la partie inférieure de l'étage Serravallien du Miocène moyen.
P. miocenica n'est connu que par quelques mandibules, trouvées en Yougoslavie et en Turquie. Ces fossiles datent également de la zone MN 6 . 

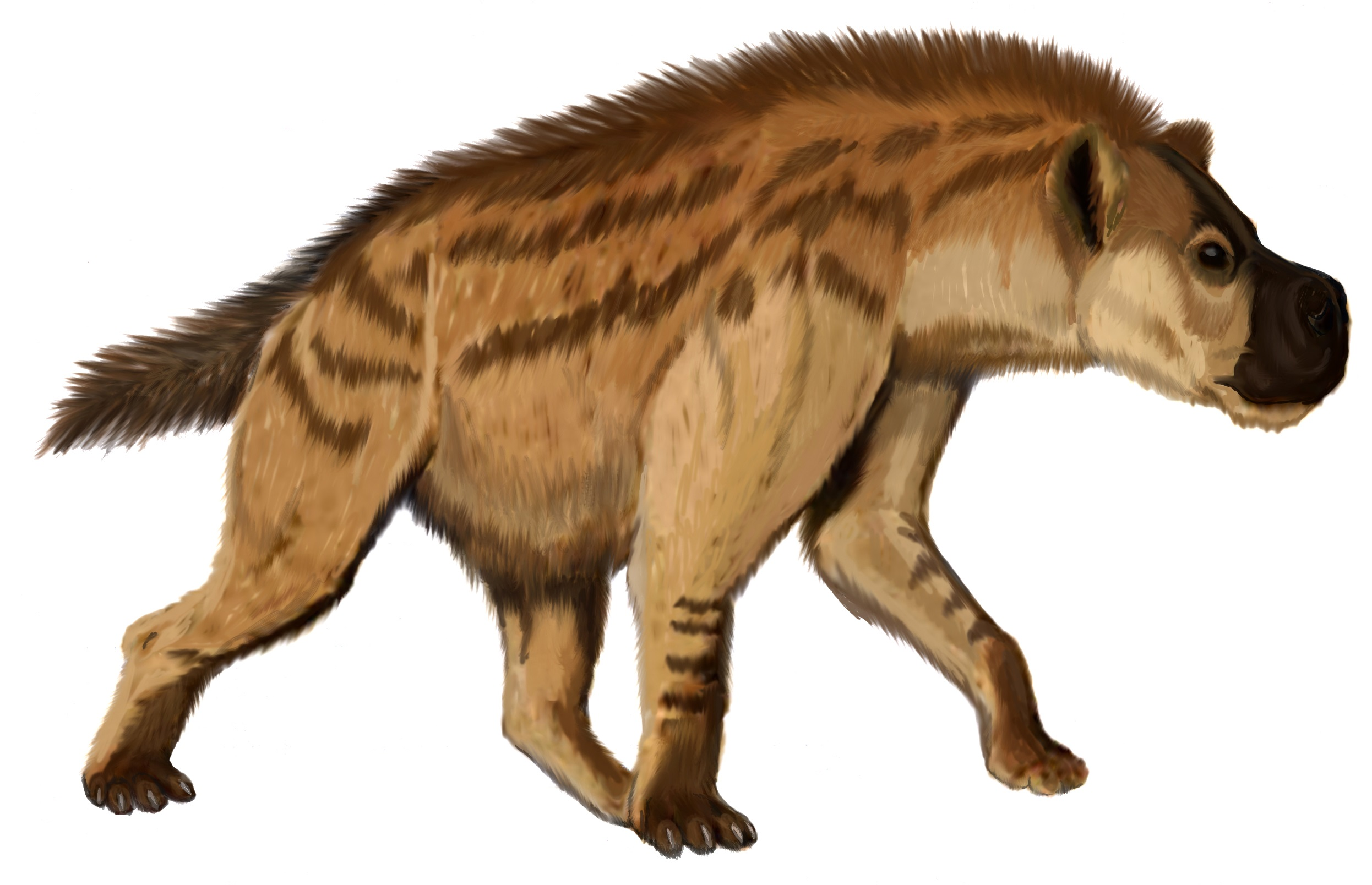
Vue d'artiste du genre proche Dinocrocuta

## Description
D'une longueur maximale de 1,50 m, Percrocuta était bien plus gros que les Hyaenidae actuels, mais un peu plus petit qu’une lionne. Comme la hyène tachetée, Percrocuta avait un crâne robuste et des mâchoires puissantes. Semblables à celles des hyènes modernes, ses pattes postérieures étaient plus courtes que les pattes antérieures, ce qui lui conférait une inclinaison caractéristique.

## Classification
La relation de Percrocuta avec la famille des Hyaenidae demeure débattue. En 1991, Percrocuta, Dinocrocuta, Belbus et Allohyaena ont été attribués par Lars Werdelin à la famille des Percrocutidae. Des fossiles plus récents, cependant, ont montré que les genres Belbus et Allohyaena, n'étaient pas des Percrocutidae mais des Hyaenidae. Il en est peut-être de même pour Percrocuta et Dinocrocuta.

## Liste des espèces
Paleobiology Database référence trois espèces en 2023 :
- † Percrocuta australis Hendey, 1974
- † Percrocuta hebeiensis Chen & Wu, 1976
- † Percrocuta primordialis Qiu & Cao, 1988

### Autres espèces selon BioLib
- † Percrocuta abessalomi Gabunia, 1958
- † Percrocuta carnifex Pilgrim, 1913
- † Percrocuta gigantea Soria, 1980
- † Percrocuta grandis Kurten, 1957
- † Percrocuta leakeyi Aguirre et al., 1985
- † Percrocuta miocenica Pavlovic & Thenius, 1965
- † Percrocuta tobieni Crusafont & Aguirre, 1971 [4]

### Autres espèces
- † Percrocuta tungurensis
- † Percrocuta xixiaensis Xiong, 2022